# Шураб
Шураб (тадж. Шӯроб) — посёлок (в 1952—2005 годах — город) в Согдийской области на севере Таджикистана. Расположен в предгорьях Туркестанского хребта.

## Этимология
Город назван Шурабом, что переводится с таджикского языка — солёная вода. Действительно, многие водные источники имеют солоноватый привкус воды из-за изобилия минералов морского происхождения, так как на этом месте в период палеозоя существовало море, о чём напоминает большое количество ископаемых ракушек и остатков кораллов в горах.

## История
С начала 1900 года отдельные предприниматели начали брать горные отводы и строить мелкие кустарные шахты. В 1936 году была построена железная дорога Шураб — Исфара. В 70-80 годах XX века город Шураб считался одним из развитых промышленных и культурных городов в Согдийской области, велась промышленная добыча бурого угля, действовал механический завод. Шахта глубиной 500 м является самой глубокой угольной шахтой в Таджикистане.
После распада СССР город пришёл в упадок. Основной проблемой города в настоящее время является нехватка питьевой воды.

## Экономика
Основой экономики города является добыча бурого угля на шахте № 8, осуществляемой АООТ «Ангишт». В 1978 году был достигнут рекордный уровень добычи угля — 10 млн тонн. В настоящее время в среднем добывается 32 тысячи тонн. На шахте работают более 400 человек (в советское время — более 3 тысяч).
В 2012 году малайзийской компанией HOS International Trading (PTY) Ltd и министерством энергетики и промышленности Таджикистана был подписан меморандум о строительстве в Шурабе ТЭЦ мощностью 300 МВт.

## Население
| 1939 | 2010 | 2020 | 2022 |
| ---- | ---- | ---- | ---- |
| 3465 | 2982 | 3075 | 3100 |